# (4521) Akimov
(4521) Akimov es un asteroide perteneciente al cinturón de asteroides, descubierto el 29 de marzo de 1979 por Nikolái Stepánovich Chernyj desde el Observatorio Astrofísico de Crimea (República de Crimea).

## Designación y nombre
Designado provisionalmente como 1979 FU2. Fue nombrado Akimov en honor al director de teatro ruso soviético Nikolay Akimov.